# Język kontekstowy
Język kontekstowy (ang. context-sensitive language) – język formalny generowany przez gramatykę kontekstową. W hierarchii Chomskiego jest zdefiniowany jako język typu 1. Klasa języków kontekstowych jest właściwym podzbiorem klasy języków rekurencyjnych.

## Definicje
Istnieje kilka równoważnych definicji języka kontekstowego. Język L nazywamy kontekstowym wtedy i tylko wtedy, gdy:
1. Istnieje gramatyka kontekstowa G generująca język L[1].
2. Istnieje automat liniowo ograniczony potrafiący rozstrzygnąć czy słowo x należy do języka L[2].

Językami kontekstowymi są wszystkie języki bezkontekstowe oraz języki regularne.

## Właściwości
Klasa języków kontekstowych {\displaystyle L_{K}} jest zamknięta ze względu na operacje:
1. sumy teoriomnogościowej: {\displaystyle L_{1},L_{2}\in L_{K}\Rightarrow L_{1}\cup L_{2}\in L_{K}}
2. iloczynu teoriomnogościowego: {\displaystyle L_{1},L_{2}\in L_{K}\Rightarrow L_{1}\cap L_{2}\in L_{K}}
3. konkatenację: {\displaystyle L_{1},L_{2}\in L_{K}\Rightarrow L_{1}L_{2}\in L_{K}}
4. dopełnienie: {\displaystyle L\in L_{K}\Rightarrow {\overline {L}}\in L_{K}}

Rozstrzygnięcie, czy słowo x należy do języka kontekstowego L, jest problemem PSPACE-zupełnym.

## Przykład
Język słów nad alfabetem binarnym, których pierwsza połowa równa jest drugiej, jest kontekstowy (ale nie bezkontekstowy!).
{\displaystyle S\to \epsilon }
{\displaystyle S\to A} – symbol startowy przechodzi w słowo puste lub {\displaystyle A}
{\displaystyle A\to 0AX_{0}}
{\displaystyle A\to 1AX_{1}}
{\displaystyle A\to A_{0}^{*}X_{0}}
{\displaystyle A\to A_{1}^{*}X_{1}} – w miejsce {\displaystyle A} generowane jest słowo {\displaystyle wA_{i}^{*}X_{i}w^{XR},} gdzie {\displaystyle w} jest pewnym słowem binarnym, {\displaystyle w^{XR}} jest zaś tym samym słowem, tyle że odwróconym i przedstawionym w postaci symboli nieterminalnych {\displaystyle X_{0}} i {\displaystyle X_{1},} zamiast zwykłych 0 i 1
{\displaystyle A_{0}^{*}X_{0}\to A_{0}^{*}X_{0}^{*}}
{\displaystyle A_{0}^{*}X_{1}\to A_{0}^{*}X_{1}^{*}}
{\displaystyle A_{1}^{*}X_{0}\to A_{1}^{*}X_{0}^{*}}
{\displaystyle A_{1}^{*}X_{1}\to A_{1}^{*}X_{1}^{*}} – znajdujący się najbardziej na lewo symbol słowa {\displaystyle X_{i}w^{XR}} zostaje zaznaczony
{\displaystyle X_{0}^{*}X_{0}\to X_{0}X_{0}^{*}}
{\displaystyle X_{0}^{*}X_{1}\to X_{1}X_{0}^{*}}
{\displaystyle X_{1}^{*}X_{0}\to X_{0}X_{1}^{*}}
{\displaystyle X_{1}^{*}X_{1}\to X_{1}X_{1}^{*}} – zaznaczony symbol wędruje w prawo
{\displaystyle X_{0}^{*}\to 0}
{\displaystyle X_{1}^{*}\to 1} – i na końcu zmienia się w symbol terminalny, któremu odpowiada. Pozwalamy co prawda {\displaystyle X}-owi zmienić się szybciej, ale wtedy żaden z {\displaystyle X}-ów na prawo od niego nigdy nie zamieni się w symbol terminalny, więc reguła ta de facto może być użyta tylko kiedy nie ma już żadnych nieterminali na prawo od zmienianego. Kiedy całe słowo {\displaystyle w^{XR}} przejdzie już na prawo, będziemy mieli słowo postaci {\displaystyle wA_{i}^{*}wi}
{\displaystyle A_{0}^{*}\to 0}
{\displaystyle A_{1}^{*}\to 1} – {\displaystyle A_{i}^{*}} po wykonaniu całej pracy zmienia się w zwykłe {\displaystyle i}
Przykładowe wyprowadzenie:
{\displaystyle S\to A\to 0AX_{0}\to 01AX_{1}X_{0}\to 01A_{1}^{*}X_{1}X_{1}X_{0}\to 01A_{1}^{*}X_{1}^{*}X_{1}X_{0}}
{\displaystyle 01A_{1}^{*}X_{1}^{*}X_{1}X_{0}\to 01A_{1}^{*}X_{1}X_{1}^{*}X_{0}\to 01A_{1}^{*}X_{1}X_{0}X_{1}^{*}\to 01A_{1}^{*}X_{1}X_{0}1}
{\displaystyle 01A_{1}^{*}X_{1}X_{0}1\to 01A_{1}^{*}X_{1}^{*}X_{0}1\to 01A_{1}^{*}X_{0}X_{1}^{*}1\to 01A_{1}^{*}X_{0}11\to 01A_{1}^{*}X_{0}^{*}11\to 01A_{1}^{*}011\to 011011}

## Przykład (2)
Przykładem języka kontekstowego, który nie jest bezkontekstowy jest zbiór słów L = {{\displaystyle a^{n}{:}} gdzie n jest liczbą pierwszą}